# L'Insurrection qui vient
L'Insurrection qui vient est un essai politique publié en 2007 et rédigé par un « Comité invisible ». Le texte est suivi d'une « Mise au point », publiée en 2009. Le titre est un clin d'œil au livre de Giorgio Agamben, La Communauté qui vient : théorie de la singularité quelconque, publié en 1990.
Libération du 8 juin 2015. "Tout comme l'Insurrection qui vient, pamphlet poético-révolutionnaire. Ecrit par le mystérieux Comité invisible, il est décrit par les autorités comme le petit manuel du terroriste en puissance. Pourtant, pas de mode d'emploi pour fabriquer des bombes, mais des envolées lyriques contre la vie capitaliste stupide et bête qui nous est faite."

## Histoire du livre
L'identité réelle de son ou de ses auteurs est controversée. La police considère que l'auteur principal de ce livre est Julien Coupat, ce que celui-ci dément, ainsi qu'Éric Hazan, l'éditeur du livre et ami de Julien Coupat : « Julien n'a jamais fait partie du comité d'auteurs, qui m'a demandé un anonymat que je respecte. Le pointer ainsi du doigt est une pure construction policière participant à l'intoxication générale de l'opinion publique. »
Le 9 avril 2009, Hazan a été entendu par la sous-direction de l'antiterrorisme de la police judiciaire qui cherche à établir que Coupat est bien l'auteur de ce texte. Pour le magazine Le Tigre, il est logique que, pour des « raisons judiciaires », « son éditeur et ses soutiens souhaitent le nier » même si deux proches ont confirmé sa participation à la rédaction du livre.
Avant le déclenchement de l'affaire de Tarnac, le livre s'était vendu à 8 000 exemplaires. L’incrimination du livre décuple sa visibilité, et le fait passer à plus de 80 000 exemplaires.
Une traduction en espagnol du livre a paru en juin 2009 sous le titre La insurrección que viene aux éditions Melusina. Une traduction en anglais est parue en 2009 sous le titre The Coming Insurrection chez l'éditeur indépendant Semiotext(e). Une traduction en allemand est parue en août 2010 sous le titre Der kommende Aufstand.
Un texte publié en août 2009 aux éditions Léo Scheer et signé du pseudonyme L'Incomestible (se présentant comme un pataphysicien dissident) avance que cet essai serait un canular élaboré par ses soins.
En mai 2010 est paru aux éditions Max Milo un ouvrage intitulé Gouverner par le chaos – Ingénierie sociale et mondialisation, dont l'auteur anonyme se présente par publicité comme un deuxième Comité invisible, accusé par Éric Hazan d’être un faux.
En septembre 2010, Coline Struyf avec le Collectif de jeunes acteurs du Théâtre national de Belgique adapte le livre au théâtre.
En juillet 2012, au festival d'Avignon, le metteur en scène allemand Thomas Ostermeier a choisi d'intégrer des passages de ce livre dans sa représentation d'Un ennemi du peuple, d'Henrik Ibsen, où il entendait réfléchir sur « cette génération qui a le cœur à gauche et le portefeuille à droite, qui veut changer le monde sans avoir les mains sales, sans se confronter au pouvoir par exemple ».
En juin 2015, Serge Quadruppani invite les lecteurs de son blog à « avouer » comme lui être le véritable auteur du livre. Cette pétition recueille près de 700 signatures.
En mars 2018, Mathieu Burnel déclare au tribunal être « la plume principale » de l'ouvrage dans le cadre du procès du « groupe de Tarnac ».

## Contenu de l'ouvrage

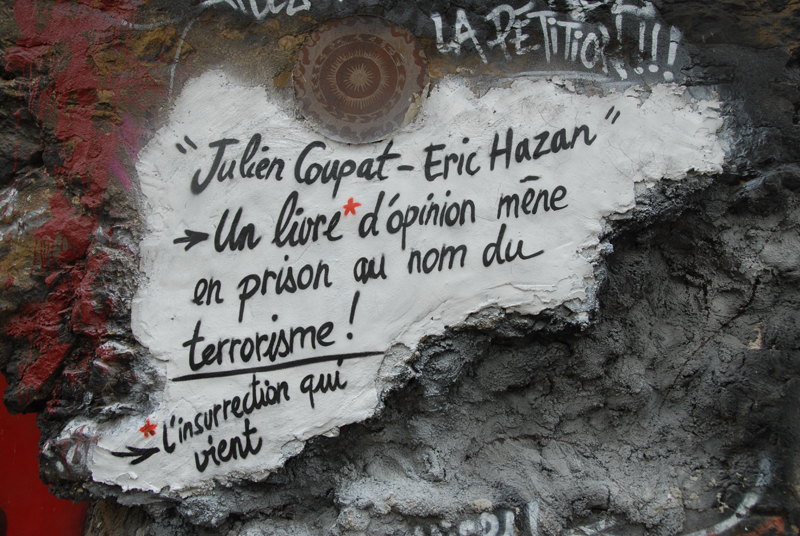
Graffiti promouvant L'Insurrection qui vient, à Saint-Romain-au-Mont-d'Or (métropole de Lyon).

L'Insurrection qui vient s'articule autour de cinq parties précédées d'une introduction non titrée et suivies d'une très courte fiction en guise de conclusion. L'essai tout entier vise à expliquer comment et pourquoi une insurrection s'avère nécessaire et peut-être même inéluctable selon les auteurs. Chacune des cinq parties constitue donc une étape du raisonnement suivi par les auteurs.
Le texte de la quatrième de couverture de l'édition originale (La Fabrique, 2007) est extrait d'un texte anonyme et non daté, intitulé Appel (« Proposition I »). Ce texte a été initialement imprimé et diffusé de la main à la main dans diverses manifestations au cours des années 2004 et 2005.
La première partie de l'essai est constituée de sept sections, nommées « cercles », probablement en référence aux neuf cercles de l'Enfer décrits par Dante Alighieri dans sa célèbre Divine Comédie. Chacun de ces cercles vise à explorer un thème, un aspect du désastre en cours. L'idée est de poser un constat clinique de la situation globale et de raisonner à partir de là.
L'introduction présente d'emblée l'ensemble des thèmes qui seront successivement explorés dans la suite immédiate de l'ouvrage, et qui serviront de socle à une critique radicale et globale de la société occidentale en général et française en particulier. 
Introduction ; titre : "Sous quelque angle..."
Extrait de l'introduction : "La sphère de la représentation politique se clôt. De gauche à droite, c'est le même néant qui prend des poses de cador ou des airs de vierges, les mêmes têtes de gondole qui échangent leurs discours d'après les dernières trouvailles du service communication. Ceux qui votent encore donnent l'impression de n'avoir plus d'autre intention que de faire sauter les urnes à force de voter en pure protestation". On commence à deviner que c'est en fait contre le vote lui-même que l'on continue de voter".
Premier cercle, titre : "I am what i am"
Second cercle, titre : "Le divertissement est un besoin vital"
Troisième cercle, titre : "La vie, la santé, l'amour sont précaires, pourquoi le travail échapperait-il à cette loi ?"
Quatrième cercle, titre : "Plus, simple, plus fun, plus mobile, plus sûr!"
Cinquième cercle, titre : "Moins de biens, plus de liens!"
Sixième cercle, titre : "L'environnement est un défi industriel"
Septième cercle, titre : "Ici on construit un espace civilisé"
Titre : "En route !"
Titre : "Se trouver"
Titre : "S'organiser"
Titre : "Insurrection"
Titre : "Mise au point"
Pour les auteurs du texte, qui revendiquent clairement leur anonymat, les émeutes de 2005 dans les banlieues françaises (qu'ils nomment « l'incendie de novembre 2005 ») sont significatives d'un changement radical dans la manière qu'a la jeunesse française d'appréhender la lutte sociale. Le but de l'essai est d'expliquer comment exploiter cette rupture dans un cadre insurrectionnel en prenant appui sur un éventuel ras-le-bol de la population, et ce malgré la pression policière exercée dans le but de conserver à tout prix le statu quo.
Pour René Riesel et Jaime Semprun, critiques envers L'Insurrection qui vient, les auteurs du texte « voient dès maintenant dans la décomposition de toutes les formes sociales une « aubaine » : de même que pour Lénine l'usine « formait » l'armée des prolétaires, pour ces stratèges qui misent sur la reconstitution de solidarités inconditionnelles de type clanique, le chaos « impérial » moderne forme les « bandes », cellules de base de leur parti imaginaire, qui s'agrègeront en « communes » pour aller vers l'insurrection. »